# Biton pallidus
Biton pallidus är en spindeldjursart som först beskrevs av William Frederick Purcell 1899.  Biton pallidus ingår i släktet Biton och familjen Daesiidae. Inga underarter finns listade.